# Max Dohrn
Max Dohrn (* 30. August 1874 in Farnroda; † 17. Juni 1943 in Rothaus (Grafenhausen)) war ein deutscher Chemiker.

## Leben
Max Dohrn war ein Sohn des Versicherungsdirektors Wilhelm Dohrn (1839–1903). Er studierte in Berlin, Leipzig und Heidelberg mit der Promotion 1899, war Assistent in Marburg und Berlin und trat 1902 als Chemiker bei den Schering-Werken in Berlin ein. 
Bei Schering entwickelte er das Gichtmittel Atophan (Phenylchinolincarbonsäure) (1905), das ab 1908 als Cinchophen klinisch angewendet wurde, und Sulfonamide wie Albucid und Globucid (Sulfa-5-äthyl-thiodiazol). Er befasste sich auch mit humanen Sexualhormonen und mit Extrakten aus Kälberpankreas zur Behandlung von Diabetes mellitus (Acomatol, Zusammenarbeit mit dem Arzt Georg Ludwig Zülzer). Dohrn wurde im Jahr 1940 zum Mitglied der Leopoldina gewählt.
Im selben Jahr entwickelte er mit P. Diedrich das Kontrastmittel Biliselektan zur Röntgendiagnostik der Gallenblase, welches das giftigere Tetrajodphenolphthalein ablöste.
Im August 1942 weilte er zu Besuch bei Helene Siegfried im Hüsli.